# Pave Hormisdas
Hormisdas (450 – 6. august 523) var pave fra 20. juli 514 til sin død i 523. Hans tid som pave var præget af det acianske skisma, der begyndte i 484 af Acacius af Konstantinopels forsøg på at formilde monoffysitterne. Hans bestræbelser på at løse dette skisma lykkedes, og den 28. marts 519 blev genforeningen af Konstantinopel og Rom ratificeret i katedralen i Konstantinopel foran en stor forsamling.
Jeffrey Richards forklarer Hormisdas' persiske navn givetvis var til ære for den adelige Hormizd, der var i eksil, "for at fejre det romerske martyrologium (8. august) men ikke æret i Østen." Navnet på hans far og søn viser en mere" direkte italiensk arv"." Ifølge Iranica var han givetvis i familie med Hormizd.
Hormisdas var far til den senere Pave Sylverius, som han fik inden han blev præst.